# Jair Meneguelli
Jair Meneguelli (São Paulo, 16 de julho de 1947) é um sindicalista e político brasileiro filiado ao Partido dos Trabalhadores - PT. Considerado um expoente do movimento sindical, Meneguelli é um dos fundadores da Central Única dos Trabalhadores - CUT e do Partido dos Trabalhadores - PT. 
Em fevereiro de 1980, sindicalistas do ABC e de outras regiões do país, junto com intelectuais e integrantes de grupos de esquerda e dos movimentos eclesiais de base, adversários do regime militar instaurado no país em abril de 1964, viriam a lançar em São Paulo o Manifesto de Fundação do Partido dos Trabalhadores (PT) 
Jair Meneguelli constitui objetivos essenciais de sua carreira política, enquanto sindicalista e Deputado Federal, lutar pela dignidade laboral, contra o desemprego e por melhores condições de trabalho, além de explorar medidas para manutenção e aprimoramento dos direitos conquistados pela classe trabalhadora ao longo da história do Brasil.
Na gestão do Conselho Nacional do SESI , enquanto presidente da instituição, incluiu as Centrais Sindicais de trabalhadores no colegiado do órgão, fomentou ações de combate à fome, concedeu formação profissional e inserção ao mercado de trabalho à jovens vítimas da exploração sexual; e investiu em ações voltadas à restauração e preservação do meio ambiente.

## Biografia
Antes de presidir a instituição máxima do Serviço Social da Indústria e ocupar uma cadeira no Legislativo como Deputado Federal, Jair Meneguelli ficou conhecido nacionalmente por sua atuação como sindicalista, que culminou na fundação da Central Única dos Trabalhadores, a CUT, instituição que presidiu por onze anos, de 1983 a 1994.
A carreira profissional de Meneguelli na metalurgia teve início ainda na década de 1960. Em 1963, fez curso profissionalizante de ferramentaria no SENAI, Serviço Nacional de Aprendizagem Industrial, na Escola Roberto Simonsen, em São Paulo. De posse do certificado, começou a trabalhar como ferramenteiro na empresa Willys Overland do Brasil, que se fundiu à Ford do Brasil em 1971.

Meneguelli filiou-se ao Sindicato dos Metalúrgicos do ABC (SMABC) em 1977. Um ano depois (1978), foi deflagrada uma greve na Scania, que deu início a um movimento de reivindicações da classe trabalhadora, no qual Meneguelli manteve participação efetiva.

A partir da deflagração de uma greve em 1978 na fábrica de ônibus e caminhões Scania, em São Bernardo, surgiu um movimento crescente de greves e paralisações, ligadas à campanha por reajustes salariais. Meneguelli tomou parte nesse movimento, em que se consolidou a liderança de Luiz Inácio Lula da Silva, então presidente do Sindicato dos Metalúrgicos de São Bernardo do Campo 
Em 1980, o Sindicato dos Metalúrgicos do ABC sofreu uma intervenção da ditadura militar que levou Jair Meneguelli a assumir, sob as orientações de Lula, o comando nacional da pauta de reivindicações da classe trabalhadora. Naquele momento, toda a diretoria do sindicato foi cassada. O então Governo Federal, na ditadura militar, enquadrou alguns dirigentes sindicais na Lei de Segurança Nacional, levando à prisão política integrantes da diretoria do SMABC, entre eles o então presidente do sindicato, Luiz Inácio Lula da Silva.

A intervenção no SMABC durou 1 ano. Os diretores que foram destituídos estavam impedidos de reassumir seus cargos, levando à necessidade de uma nova eleição. Esse foi o momento da formação da chapa que seria apoiada pelo então ex-presidente Luiz Inácio Lula da Silva. Meneguelli ficou surpreso ao saber que seu nome foi escolhido para concorrer à presidência do SMABC e substituir Lula em 1981.
“Foi um susto muito grande. Eu fui embora para a casa, fiquei três dias sem comer, sem dormir, totalmente atordoado. Fui para a casa do Lula depois, falei: ‘Olha, não dá, não tenho condições’. Ele falou: ‘Não, vai em frente, a gente ajuda a enfrentar!’. ‘Tá bom, só que qualquer dificuldade que eu tiver, Lula, eu pego o carro e corro aqui na sua casa!’" - Jair Meneguelli para o Museu da Pessoa 

Jair Meneguelli foi eleito presidente do Sindicato dos Metalúrgicos do ABC em 1981, permanecendo no cargo até 1987. Ainda em 1981, Meneguelli participa das articulações que resultaram na criação da Central Única dos Trabalhadores - CUT, integrando a coordenação da 1ª Conferência Nacional da Classe Trabalhadora (Conclat), realizada em Praia Grande (SP). Com essa ação, ainda sob o governo ditatorial, o movimento sindical ressurge com força na cena política brasileira.

A 1ª CONCLAT, realizada nos dias 21, 22 e 23 de agosto de 1981, na Praia Grande, estado de São Paulo, reuniu 5.036 delegados, representando 1.091 entidades sindicais, sendo a primeira grande reunião intersindical no Brasil desde 1964. Os temas discutidos na conferência foram: direito ao trabalho, sindicalismo, saúde e previdência social, política salarial, política econômica, política agrária e problemas nacionais. Os/as delegados/as aprovaram no plano de ação a convocação do Dia Nacional de Luta para 1º de outubro e a indicação de uma greve geral. A CONCLAT deliberou pela criação da Comissão Nacional Pró-Central Única dos Trabalhadores (Pró-CUT)

Indicado para liderar a central sindical que nasceu em 1983, foi eleito coordenador da primeira executiva nacional da Central Única dos Trabalhadores (CUT), tornando-se oficialmente o primeiro presidente da instituição, onde permaneceu por onze anos consecutivos.

Comício da campanha Lula presidente no ABC paulista, São Paulo (estado), 1994. Crédito: Autoria desconhecida. Acervo: CSBH/FPA

Em 1994, Meneguelli se elege Deputado Federal pelo PT de São Paulo. Chegou à Câmara dos Deputados enfrentando os apoiadores da reforma da Previdência, do então governo federal, que prejudicaria os trabalhadores da ativa, aposentados e pensionistas. Integrou a Comissão Especial que analisou a emenda sobre o tema, em articulação com o movimento sindical e entidades da sociedade civil, para manter os direitos dos trabalhadores e avançar para novas conquistas. 
Na Câmara, ainda foi vice-líder da bancada do PT e titular da Comissão de Trabalho, Administração e Serviço Público (CTASP), coordenando o Projeto de Lei do Partido sobre política salarial. Concomitantemente, participou da Comissão Externa que discutiu o desemprego no ABC paulista. Entre outros temas, Meneguelli integrou as Comissões Especiais sobre a Fixação do Salário Mínimo; Redução da Jornada Máxima de Trabalho para 40 Horas Semanais; e da Lei Pelé. De sua autoria, apresentou ao todo 139 proposições, sendo que 3 delas transformaram-se em leis.
Meneguelli deixou a Câmara Federal em fevereiro de 2003, mês e ano em que assumiu a presidência do Conselho Nacional do Serviço Social da Indústria (CN-SESI), por meio de decreto sancionado pelo presidente Luiz Inácio Lula da Silva, tornando-se o primeiro representante da classe trabalhadora a assumir o cargo desde a criação da entidade, em 1º de julho de 1946.
Ao assumir o cargo no CN-SESI, Jair Meneguelli anuncia a criação do Fórum Nacional do Sistema “S”, espaço de diálogo tripartite entre governo, empresários e trabalhadores. Sob sua coordenação, o Fórum deu fruto aos Decretos n.º 5.725, 5.726, 5.727 e 5.728, de 16 de março de 2006. Feito histórico, que garante assento nos Conselhos Deliberativos, Nacionais e Regionais, das entidades do SESI, SENAI, SESC e SENAC, para a participação das centrais sindicais de trabalhadores mais representativas do País.
Meneguelli foi o presidente mais longevo da história do CN-SESI. Sua trajetória de 12 anos à frente da instituição (2003-2015) ficou marcada pela execução de projetos ambientais e de inclusão sócio educacionais idealizados por ele, com destaque aos programas Cozinha Brasil e VIRAVIDA.

No Distrito Federal, o projeto VIRAVIDA tornou-se política pública por meio da Lei 7.210 de 28 de dezembro de 2022 (DO-DF). A Lei traça as diretrizes para o acolhimento, pela estrutura do Governo do Distrito Federal, de jovens vítimas de abusos, com idade de 15 a 21 anos incompletos.   
“É idealizado pelo Conselho Nacional do Sesi e está no Distrito Federal resgatando jovens em situação de vulnerabilidade social, proporcionando a eles um trabalho de atenção integral. O projeto se transforma em um processo de desenvolvimento com base nos pilares educacionais da Organização das Nações Unidas para a Educação, a Ciência e a Cultura (Unesco): aprender a ser, a conviver, a conhecer, a fazer e a transcender. São jovens com histórico de evasão escolar e/ou de repetência e vínculos com familiares fragilizados.” - Matéria: “Lei que prevê acolhimento a jovens vítimas de violência sexual é sancionada”, do jornal Correio Braziliense, publicada em 28/12/2022 e atualizada em 29/12/2022.
O programa ViraVida, implementado na grande maioria dos estados brasileiros, investe no desenvolvimento das habilidades profissionais, treinamento e suporte às jovens e aos jovens machucados pela violência doméstica e pela exploração sexual comercial. Ajuda seu público alvo a elevar a escolaridade, entrar no mercado de trabalho e criar negócios bem-sucedidos e sustentáveis. Em 2012, durante uma entrevista ao Museu da Pessoa, Meneguelli discorreu um pouco acerca da montagem do programa ViraVida:    
“Como nós montamos o programa? Nós não entregamos coisa pronta, principalmente no começo. Nós chegamos no estado, eu reúno todo o sistema “S” – estamos todos juntos nesse projeto, é coordenado por mim, mas estamos todos juntos. Depois eu busco o governo do estado, busco a prefeitura do local aonde nós vamos começar – geralmente nós temos que começar pelas capitais, não necessariamente só pelas capitais. E convidamos toda a rede de enfrentamento presente no estado, apresentamos o programa, a nossa intenção, e junto com essa rede nós formatamos o programa de acordo com a realidade daquele estado. Você tem um que é praia, outro que é estrada, outro que são usinas, outro são siderúrgicas, e assim por diante, cada um é uma situação. Quando nós vamos montar os cursos, nós pensamos também na demanda de mercado daquele estado, vamos verificar junto ao Ministério do Trabalho, à Secretaria do Trabalho qual é essa demanda, porque a ideia é resgatar a autoestima desses jovens e prepará-los para o mundo do trabalho para que depois eles possam continuar por si. Não basta um curso de um ano, isso você já tem, há alguns cursos por aí, é preciso muito mais, nós costumamos dizer que o projeto tem começo, meio e fim” 
Ao idealizar o projeto ViraVida, Meneguelli torna-se um empreendedor social que expõe a sensibilidade daquele que acredita que é possível mudar o mundo para melhor, por meio da cooperação entre agentes públicos e privados.

Com uma paixão por ajudar as pessoas, e um forte senso de responsabilidade social, Meneguelli criou o projeto ViraVida para combater a pobreza e promover igualdade de oportunidades. Muitas vidas foram salvas e transformadas pela iniciativa. Diversas comunidades pelo país foram impactadas de maneira positiva.    
"O Projeto VIRAVIDA compreende um processo socioeducativo que inclui educação básica para elevação da escolaridade, atendimento psicossocial, acompanhamento pedagógico, formação profissionalizante, noções de autogestão e empreendedorismo, além de encaminhamento para o mercado de trabalho. A linha pedagógica está amparada na transversalidade de temas como Estatuto da Criança e do Adolescente, cidadania, gênero, diversidade, consumo consciente, saúde, DST e cuidados com o corpo. Público: Adolescentes e Jovens, entre 16 e 21 anos, em situação de violência sexual" . 
Jair Meneguelli se casou com Edina Godoi Meneguelli e tiveram três filhas Carla Meneguelli, Tatiana Meneguelli e Jéssica Meneguelli. Tem também quatro netos Guilherme Meneguelli, Mateus Meneguelli Cardoso, Luiza Meneguelli Meireles e Gustavo Meneguelli Siqueira